# Typhlophis squamosus
Typhlophis squamosus is een slang uit de familie Anomalepididae.

## Naam en indeling
De wetenschappelijke naam van de soort werd voor het eerst voorgesteld door Hermann Schlegel in 1839. Oorspronkelijk werd de wetenschappelijke naam Typhlops squamosus gebruikt. Het is de enige soort uit het monotypische geslacht Typhlophis.
De soortaanduiding squamosus betekent vrij vertaald 'voorzien van schubben'.

## Uiterlijke kenmerken
De slang bereikt een lichaamslengte tot dertien centimeter. De kop is moeilijk te onderscheiden van het lichaam door het ontbreken van een duidelijke insnoering. De ogen zijn sterk gedegenereerd en de slang is zo goed als blind. De lichaamskleur is bruin tot donkerbruin, de kop is lichter van kleur. De staartpunt eindigt in een scherpe stekel. De slang heeft 24 rijen schubben in de lengte op het midden van het lichaam. De slang heeft vier supralabiale schubben aan de bovenlip en drie sublabiale schubben aan de onderlip.

## Verspreiding en habitat
De slang komt voor in delen van Zuid-Amerika en leeft in de landen Brazilië, Frans-Guyana en Trinidad. Vermoedelijk komt de soort ook voor in Guyana en Suriname, maar dit is niet geheel zeker. De habitat bestaat uit vochtige tropische en subtropische laaglandbossen. De soort is aangetroffen op een hoogte van ongeveer 50 tot 600 meter boven zeeniveau.

## Beschermingsstatus
Door de internationale natuurbeschermingsorganisatie IUCN is de beschermingsstatus 'veilig' toegewezen (Least Concern of LC).